# Copris nubilosus
Copris nubilosus là một loài bọ cánh cứng trong họ Bọ hung (Scarabaeidae).